# Роговер, Ефим Соломонович
Ефим Соломонович Роговер (1932, Ленинград — 2022, Санкт-Петербург) — советский и российский методист, филолог, поэт, искусствовед, литературовед, доктор педагогических наук, профессор. Действительный член Академии русской словесности и изящных искусств имени Г. Р. Державина.

## Биография
Родился в еврейской семье, вырос в коммунальной квартире. Во время Великой Отечественной войны пережил блокаду Ленинграда. С отличием окончил среднюю школу № 314, научился играть на скрипке, состоял в комсомоле, после окончания Ленинградского государственного педагогического института имени М. Н. Покровского отказался от аспирантуры и поехал учительствовать в сельскую школу Архангельской области. Затем проходил службу в Советской армии, вначале солдатом, затем офицером. Вернувшись в Ленинград, пошёл работать в школу учителем, завучем, исполняющим обязанности директора. Поступил в аспирантуру ЛГПИ имени А. И. Герцена. В это же время закончил трёхгодичную школу живописи при Эрмитаже и двухгодичный курс по киноискусству, а также искусствоведческий факультет в Театральном университете культуры при Дворце работников искусств имени К. С. Станиславского. В 1970 году защитил кандидатскую диссертацию по теме «Проблемы изучения драмы в историко-методическом аспекте» (первым оппонентом был Я. А. Роткович). После защиты поехал преподавать методику в Ровенский педагогический институт, где проработал 13 лет. В середине 1980-х вернулся в Ленинград, работал на кафедре методики преподавания русского языка и литературы в ЛГПИ и ЛОИРО, затем на кафедре русской литературы и методики преподавания в Институте народов крайнего Севера в течение 11 лет. Докторскую диссертацию «Взаимодействие национальных культур в процессе литературного образования» защитил в 2002 в 70-летнем возрасте. Не дожил месяц до 90-летнего юбилея.

## Публикации
Опубликовал около 900 научных работ и 70 книг, в том числе научных статей, программ, монографий, учебников и учебных пособий.
- Методика преподавания литературы: Учебное пособие. В трёх томах. — СПб.: Изд-во «Олимп-СПб», 2010, 2016, 2017.[4]
- Русская литература XX века. 2011. 2-е издание, дополненное и переработанное. СПб.-М.: 2011. ISBN 978-5-901609-33-0, ISBN 978-5-91134-187-9.
- Русская литература второй половины XIX века. СПб.-М.: 2004. ISBN 5-901609-30-1.[5]
- Русская литература первой половины XIX века. СПб.-М.: 2005. ISBN 5-901609-27-1, ISBN 5-8199-0111-8.

Является автором монографий о творчестве Н. В. Гоголя, А. П. Чехова, И. С. Тургенева, А. С. Пушкина (существует только в рукописном варианте), А. А. Фета, Л. Н. Толстого, А. Н. Островского.